# Neil Codling
Neil John Codling (n. 5 decembrie 1973, Anglia) este un muzician britanic, cunoscut cel mai bine drept clăparul formației de britpop Suede.

## Copilăria și adolescența
Neil Codling a fost crescut în Stratford-upon-Avon. A urmat liceul la King Edward V School, și în octombrie 1992 s-a mutat la Hull, pentru a studia limba engleză și teatrul la universitatea de acolo. A absolvit trei ani mai târziu cu 2:1 (Second Class Honours, Upper Division). Este văr cu Simon Gilbert, fostul baterist Suede, cu care însă nu se vedea prea des în copilărie, și mai are un frate pe nume Paul.

## Cariera
Neil Codling a devenit membru Suede în timpul înregistrărilor pentru albumul Coming Up; locuința lui se afla în apropiere de studioul unde înregistrau aceștia. Anderson își amintea că a venit în studio pentru a împrumuta un costum de la Simon.
Prima oară când Neil a cântat pe scenă cu Suede a fost pe data de 27 ianuarie 1996, la Hanover Grand, în cadrul unui concert secret pentru fan-clubul Suede. Prima apariție publică a fost în septembrie 1996.
Odată cu înregistrarea albumului din 1999, Head Music, rolul lui Codling a devenit mai important în trupă, el ajutând la scrierea multora dintre cântecele formației. În afară de solistul Brett Anderson, Codling a fost singurul membru Suede care a scris în întregime piese ale formației, printre care „Elephant Man”, „Digging a Hole”, „Waterloo” și „Weight of the World”, cântând chiar pe ultimele trei. Împreună cu Richard Oakes, Codling a ajutat la modificarea stilului Suede, îndreptându-l spre un pop cu tente electronice, și dând naștere la două albume care au atins ambele locul 1 în topurile din Marea Britanie: Coming Up și Head Music.
Ultima apariție a lui Codling alături de Suede a fost pe 21 octombrie 2000, la Festivalul Iceland Airwaves. Pe 23 martie 2001, el a părăsit formația, din cauza sindromului de epuizare cronică de care suferea.
În mai 2005, Codling a interpretat un concert în cadrul proiectului său muzical, Barry O'Neil (un duo ce îl cuprinde pe el și pe Harriet Cawley).
Ulterior, Codling a însoțit-o în turneu pe Natalie Imbruglia în calitate de clăpar. În aprilie 2007, s-a anunțat că Neil Codling avea să cânte la clape pentru două concerte pe care Anderson avea să le susțină în Germania - ceea ce era practic prima oară când cei doi aveau să se afle pe aceeași scenă de la plecarea lui Codling din Suede.